# Charles Hotham

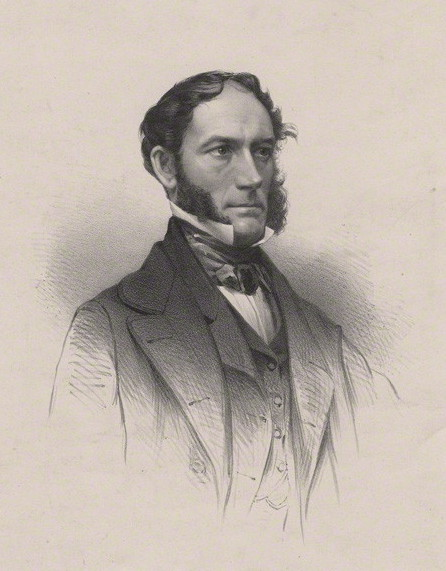
Charles Hotham (Lithographie von James Henry Lynch, 1859)

Sir Charles Hotham, KCB, RN (* 14. Januar 1806 in Dennington, Suffolk; † 31. Dezember 1855 in Melbourne) war zunächst stellvertretender Gouverneur und vom 22. Juni 1854 bis zum 10. November 1855 Gouverneur des australischen Bundesstaates Victoria.

## Frühe Jahre
Hotham kam 1806 in Dennington, Suffolk, England als Sohn des Pfarrers Frederick Hotham und dessen Ehefrau Anne Elizabeth Hodges zur Welt. 1818 trat er in die Royal Navy ein, wo er erfolgreich Karriere machte. Zu seinen Kommandos gehörte die HMS Gorgon, die im Mai 1844 in der Bucht von Montevideo auf Grund lief. Dank Hothams Zielstrebigkeit und Fähigkeiten konnte das Schiff im November 1844 wieder befreit werden. Einer seiner Lieutenants an Bord war der spätere Admiral Astley Cooper Key. Hothams letzte aktive Position in der Navy war die des Kommodore an Bord der HMS Devastation vor der afrikanischen Küste.

## Australien
Am 6. Dezember 1853 wurde Hotham vom Duke of Newcastle zum Lieutenant-Gouverneur der damaligen britischen Kolonie Victoria ernannt. Kurz darauf wurde er zum Generalgouverneur befördert. Als er am 22. Juni 1854 in Melbourne landete, wurde er mit großem Enthusiasmus empfangen, und Hotham galt als vielversprechender und populärer Gouverneur.
Allerdings fand Hotham die Finanzen der Kolonie in großer Unordnung vor. Durch Missmanagement hatte sich ein System von „Vorschüssen“ an die verschiedenen Dienststellen entwickelt, und das Defizit betrug mehr als 1 Million £. Hotham setzte ein Komitee aus Bankiers ein und beauftragte den Generalrechnungsprüfer mit Ermittlungen. Das Komitee empfahl die umgehende Abschaffung des „Vorschuss-Systems“. Von den unter diesem System veruntreuten Geldern war eine Summe von 280.000 £ nicht mehr auffindbar. Seine Sparbemühungen machten Hotham äußerst unpopulär, aber in Finanzfragen war er stets solide, und in dieser Hinsicht wurden während seiner kurzen Amtszeit bedeutende Verbesserungen erzielt.

## Die Eureka Stockade

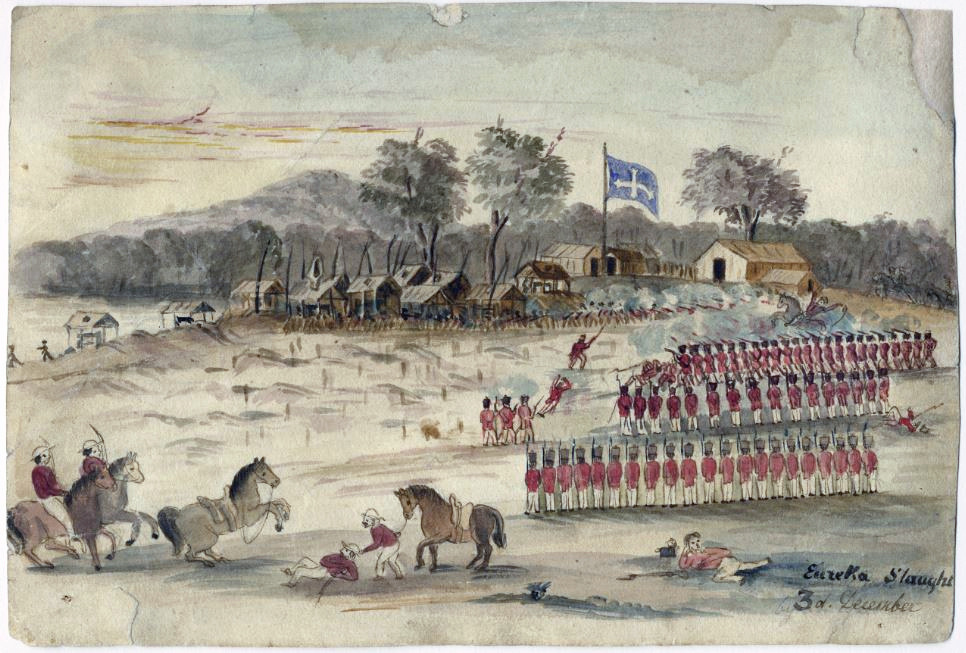
Eureka Slaughter (Zeichnung von Charles Doudiet, 1854)

In Hothams Amtszeit als Gouverneur fiel der Eureka-Stockade-Aufstand. Hotham führte neue Gesetze zur Vergabe von Bergbaulizenzen ein. Am 19. November 1854 setzte er eine Königliche Kommission für die Missstände und Probleme der Goldsucher ein. Dem Historiker Geoffrey Blainey zufolge „waren dies die wohl großzügigsten Zugeständnisse eines australischen Gouverneurs bis zu diesem Zeitpunkt. Die Kommission, die noch vor den Ereignissen von Eureka eingesetzt worden war, bestand vorwiegend aus Männern, die den Goldgräbern gegenüber wohlwollend eingestellt waren.“
Als Offizier der Navy war Hotham an strikte Disziplin gewöhnt. Obwohl ihm bewusst war, dass die Ursache der Probleme in der Arroganz der Beamten lag, die vor Ort mit der Durchsetzung der Gesetze beauftragt waren, und er grundsätzlich bereit war, formell eingereichte Vorschläge in Erwägung zu ziehen, weigerte sich Hotham, auf „Forderungen“ der Goldgräber einzugehen. Entsprechend lehnte er die am 25. November 1854 eingereichte Forderung nach Freilassung einiger inhaftierter Goldgräber entschieden ab.
Die Rebellion, die am 3. Dezember 1854 bei der Eureka Stockade ausbrach, wurde schnell niedergeschlagen. Der Gouverneur, überzeugt, dass hinter dem Aufstand anarchistische Bestrebungen und die Absicht zum Umsturz des Staates standen, fühlte sich gezwungen, mit harter Hand durchzugreifen. Die überlebenden Rebellen wurden festgenommen, aber später vor Gericht vom Vorwurf des Hochverrats freigesprochen.

### Carbonis Augenzeugenbericht

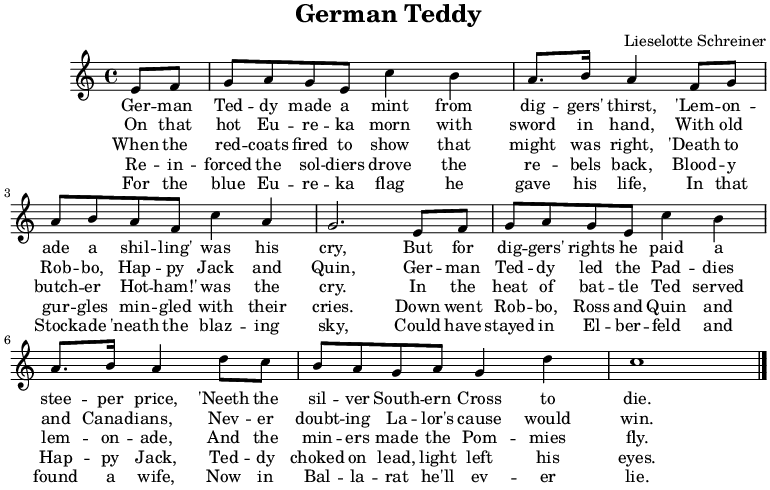
Death to butcher Hotham! (Tod dem Schlächter Hotham): In dem australischen Volkslied German Teddy aus den 1880er Jahren, das auf Carbonis Augenzeugenbericht basiert, ist dies der Kampfschrei der Aufständischen.

Der erste Augenzeugenbericht über das Massaker an der Eureka Stockade im Dezember 1854 wurde nur ein Jahr nach dem Ereignis von Raffaello Carboni veröffentlicht. Er war einer der wichtigsten Rebellen, mehrsprachig und besser ausgebildet als die meisten. Er hatte keinen Zweifel daran, dass der Hauptverantwortliche für das Massaker Gouverneur Charles Hotham war.
Am 30. November 1854 forderten Carboni, Pater Smyth und George Black (ein Zeitungsredakteur) vom Zentralrat der Eureka-Rebellen den Kommissar für die Goldfelder von Ballarat, Rede, auf, die auf Hothams geheime Anordnungen hin verschärften Lizenzjagden einzustellen, die die Bergleute in Rage brachten. Rede sagte, dass „die Schürflizenz nur ein Deckmantel für eine demokratische Revolution“ sei. Carboni schrieb, Rede sei „nur eine Marionette [...]. Jedes seiner Worte, jede seiner Bewegungen war die Vibration der von Toorak aus gelenkten Telegrafendrähte“. H. V. Evatt, ein Jurist aus der Mitte des 20. Jahrhunderts, machte Hothams vorsätzliche Doppelzüngigkeit für das Massaker verantwortlich.
Carboni verließ die Stockade gegen Mitternacht. Er schrieb, dass zu diesem Zeitpunkt Zuversicht herrschte, die Angelegenheit ohne Blutvergießen zu regeln, was aber nur daran lag, dass Hotham den Bergleuten, der Polizei und dem Militär unterschiedliche Dinge erzählt hatte. Niemand rechnete mit einem Angriff des Militär- und Polizeilagers. Er schrieb auch: „Es wurde vollkommen verstanden und offen erklärt, [...] dass wir uns zur Verteidigung organisieren wollten und dass wir zu keinem anderen Zweck zu den Waffen gegriffen hatten,“ und weiter: „die Spione, die aus dem Lager geschickt wurden, um sich unter den Aufständischen einzuschreiben, und die, wie berichtet wird, sie drängten, das Lager anzugreifen, was von den Ausgräbern abgelehnt wurde – sie sagten, sie würden in der Defensive handeln.“
Carboni wurde daraufhin zusammen mit 18 anderen vor Gericht gestellt, ihnen drohte die Todesstrafe. Hotham verfügte, dass die aus Amerika stammenden Rebellen, von denen einige sehr prominent waren, nicht strafrechtlich verfolgt werden sollten. Er gewährte ihnen eine Amnestie; aber nicht allen, der Afroamerikaner John Joseph wurde von Hotham und den amerikanischen Beamten im Stich gelassen. Die Gefangenen appellierten an Hotham: „Es gibt einen Absatz in unserer Petition, der besagt, dass, wenn ‚Seine Exzellenz genügend Milderung im Verhalten amerikanischer Bürger gefunden hat‘, wir dachten, es gäbe ebenso gute Gründe, eine ähnliche Gnade auf alle auszudehnen, ungeachtet der Nationalität. [...] Es ist eine Verletzung des Prinzips, das Seine Exzellenz in seinem Bericht verkündet hat, nämlich, dass es die Pflicht einer Regierung ist, gleiche Gerechtigkeit für alle zu üben.“ Es gab eine königliche Kommission, die das Massaker untersuchte, und Hotham wurde nicht beschuldigt, wahrscheinlich weil die Anhörung von Hothams Kritikern vor Gericht verhindert wurde. Hothams Posten wurde am 3. Februar 1855 in ein vollwertiges Gouverneursamt umgewandelt.

### Folgen und Hothams Rückzug aus der Politik
Obwohl sich Hotham in Verfassungsfragen stets auf seine Berater verließ, fand er sich in einer schwierigen Position wieder. Eine Regierung war zwar in der Verfassung vorgesehen, aber nie effektiv eingesetzt worden, und es dauerte bis zum 28. November 1855, als unter William Haines die erste verfassungsmäßige Regierung tatsächlich die Arbeit aufnahm.
Hotham war gewissenhaft, aber er hatte wenig Erfahrung, die ihm bei der Bewältigung der außerordentlich schwierigen Probleme seiner Amtszeit als Gouverneur hätte helfen können. Er wurde heftig kritisiert, aber seine Arbeit an den Finanzen der Kolonie war von großem Wert.
Im Verlauf des Jahres 1855 war Hotham vor allem damit beschäftigt, die Empfehlungen seines Finanzkomitees umzusetzen, wofür er in der Presse scharf kritisiert wurde. Er bestand darauf, dass alle Arbeiten über das Amtsblatt der Regierung ausgeschrieben werden sollten; da er jedoch keine Unterstützung von der Legislative erhielt, ordnete er die Einstellung aller Bauarbeiten an. Für einige seiner Maßnahmen wurde er von Sir William Molesworth, dem Staatssekretär, gerügt. Hotham reichte daraufhin im November 1855 seinen Rücktritt ein und erwähnte dabei, dass seine Gesundheit erheblich gelitten habe.

## Tod
Hotham, bereits gesundheitlich geschwächt, erkältete sich am 17. Dezember 1855 bei der Eröffnung eines Gaswerks in Melbourne. Er starb zwei Wochen später am 31. Dezember und wurde auf dem Melbourne General Cemetery beigesetzt.
Im Dezember 1853 hatte er Jane Sarah, die Tochter von Samuel Hood Lord Bridport, geheiratet. Sie überlebte ihn.